# Hnæf
Hnæf søn af Hoc er en prins der bliver nævnt i de oldengelske digte Beovulfkvadet og Finnsborgkampen. Ifølge Widsith (900-tallet) regerede han over hocingerne. Hoc kaldes Hoc Healfdene, hvilket indikerer en dansk afstamning.
Ifølge fortællingen var Hnæf bror til Hildeburh og svoger til Finn, som regerede over friserne, og blev dræbt af en dansk ekspedition til de frisiske område.
Hoc er muligvis den samme som høvdingen Haki, der bliver nævnt i Ynglingesagaen, der er skrevet af Snorri Sturluson. Denne Haki besejrede kongerige Uppsala og herskede her i ti år, før han blev overvundet af kong Jorund.
Far og søn (Hoc og Hnæf) er blevet associeret med alemanniske adelsmænd, muligvis fra Nibelungen, Huoching (d. 744) og Hnabi (d. 788), der grundlage Ahalolfings. Denne teori blev først fremsat i 1849 af John Mitchell Kemble i History of the Saxons in England (p. 419). Hvis de oldengelske sagnfigurer er inspireret af disse historiske personer, betyder det at historien foregår i slutningen af 700-tallet, hvilket har betydning for dateringen af Beowulf, der således må være nedskrevet efter personerne har levet.